# Jamsetji Tata
Jamsetji Nusserwanji Tata (em gujarati: જમ્શેત્જી નુંસ્સેર્વાનજી ટાટા; Navsari, Gujarat, Raj Britânico, 3 de março de 1839 - Bad Nauheim, Império Alemão, 19 de maio de 1904) foi um magnata indiano pioneiro da indústria moderna por ter fundado o Grupo Tata, o maior conglomerado empresarial da Índia. Por isso, Jamsetji Tata é considerado como o «pai da indústria da Índia», com um património estimado de 4 milhões de dólares à data da sua morte.

## Biografia
Jamsetji Tata estudou no reputado Elphinstone College de Bombaim, saindo diplomado em 1858, um ano depois da Revolta dos Cipaios. Esta sua escolaridade num bastião da cultura inglesa permitiu-lhe mais tarde ter numerosos contactos em Inglaterra, para onde se mudou em 1864 aos 25 anos e contactou muitos industriais produtores de algodão.
Fundou a sua primeira empresa têxtil em 1869: transformou um moinho em ateliê de algodão, que revende dois anos depois antes de reinvestir em 1874 numa fábrica de algodão.
Em 1876 instalou a Central India Spinning Weaving and Manufacturing Company em Nagpur, na zona de cultura de algodão, a 1000 km de Bombaim, que será o seu maior êxito e que permitirá ao grupo diversificar os seus investimentos.
Morreu durante uma visita de negócios ao Império Alemão, em 1904.